# Resolução 263 do Conselho de Segurança das Nações Unidas
A Resolução 263 do Conselho de Segurança das Nações Unidas aprovada em 24 de janeiro de 1969, depois que a Assembleia Geral aprovou a Resolução 2479 exaltando as virtudes das línguas de trabalho ampliadas, o Conselho decidiu incluir o russo e o espanhol entre os idiomas de trabalho do Conselho de Segurança.
A resolução foi aprovada sem votação.